# Ramp om historia
Ramp om historia var en serie dokumentärer om nutidshistoria, som sändes i SVT1 och SVT2 under åren 2003 - 2005. Serien producerades av ungdomsredaktionen på Utbildningsradion och omfattade 22 halvtimmeslånga program. Målgruppen var elever i grundskolans senare del och i gymnasiet.
Gleerups förlag i Malmö utkom år 2006 med boken Människor i händelsernas centrum, som var baserad på TV-serien.